# Anlong Veng
Anlong Veng  (tiếng Khmer: ស្រុកអន្លុងវែង) là một huyện (srok) thuộc tỉnh Oddar Meancheay tại Campuchia. Trung tâm hành chính của huyện được là thị trấn Anlong Veng. Dân số của huyện không được thống kê vào năm 1998 do có xung đột, nhưng dân số năm 2018 ước tính khoảng 70.000 dân. Anlong Veng là một khu vực ở Dãy núi Dângrêk, viễn bắc Campuchia. Huyện cách Xiêm Riệp 125 km về phía bắc và gần biên giới với Thái Lan. Người ta ước tính rằng 35% dân số ở Anlong Veng từng là lính Khmer Đỏ.
Anlong Veng được biết đến nhiều nhất vì hai lý do lịch sử. Đây là thành trì cuối cùng của Khmer Đỏ nằm dưới sự kiểm soát của chính phủ vào năm 1998 và là nơi an nghỉ cuối cùng của Pol Pot và hiện mộ ông cũng nằm tại đây.

## Địa lý

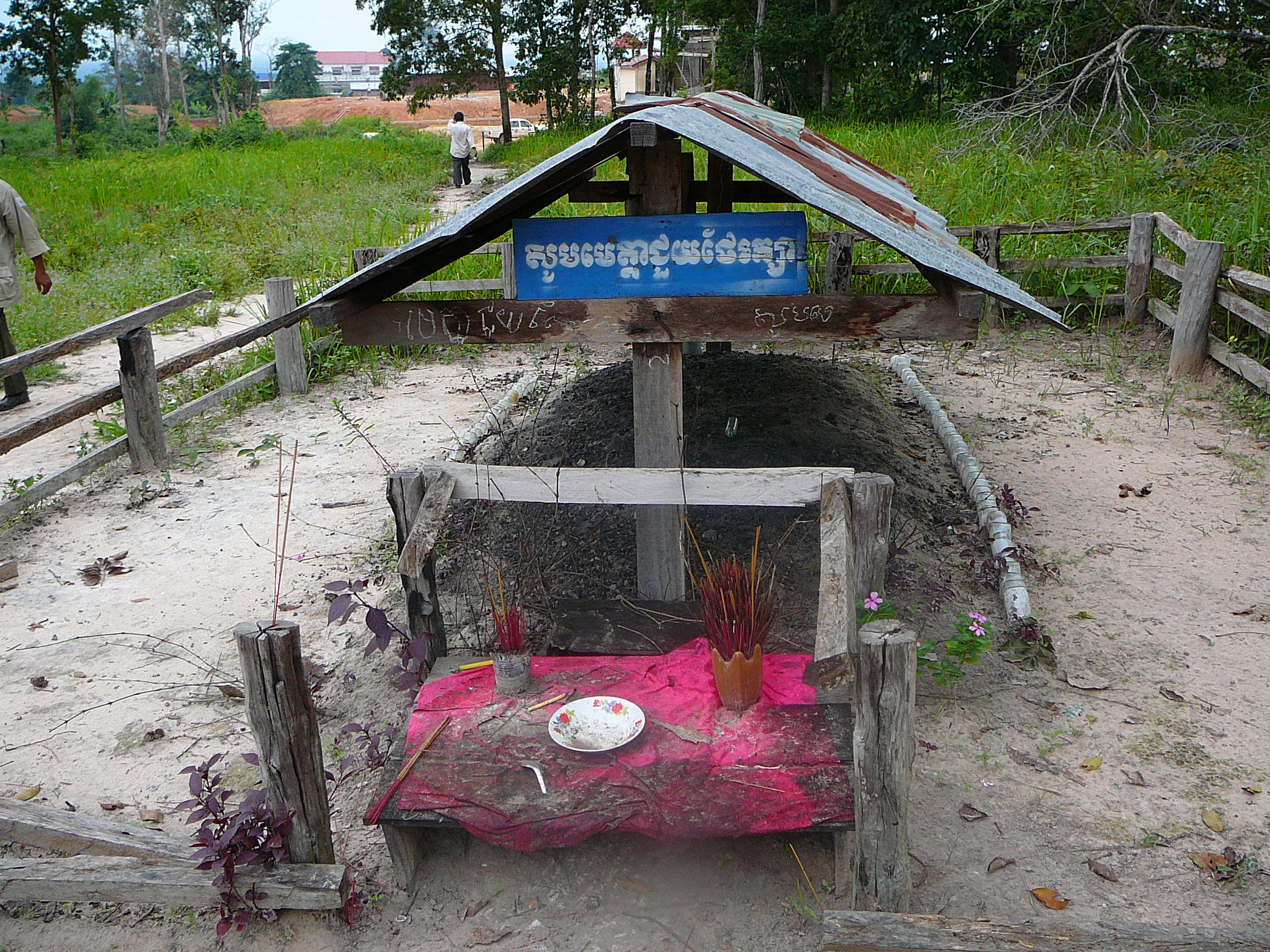
Mộ của nhà lãnh đạo Khmer Đỏ và nhà độc tài Campuchia Pol Pot.

Anlong Veng thuộc vùng núi Dângrêk, ở cực Bắc Campuchia. Nó nằm cách Siem Reap 125 km về phía Bắc và gần cửa khẩu quốc tế với Thái Lan. Có một con đập ngay phía Bắc thị trấn.

## Lịch sử
Anlong Veng được biết đến nhiều nhất vì hai lý do lịch sử. Đây là thành trì cuối cùng của Khmer Đỏ, và chính phủ Campuchia chính thức nắm quyền kiểm soát vào năm 1998. Pol Pot đã qua đời tại đây và hiện vẫn còn mộ của ông.
Dãy núi Dângrêk được Khmer Đỏ sử dụng làm căn cứ địa khi họ chiến đấu chống lại Cộng hòa Khmer do tướng Lon Nol lãnh đạo.
Sau khi Việt Nam kết thúc việc đóng quân tại Campuchia và Quân đội Nhân dân Việt Nam rút về nước, Khmer Đỏ đã xây dựng lại các căn cứ cũ của họ ở khu vực dãy núi Dangrek, dọc theo biên giới Campuchia-Thái Lan. Anlong Veng một thời trở thành "thủ đô" chính của Khmer Đỏ. Trong những năm 1990, Khmer Đỏ vẫn kiểm soát Anlong Veng, nơi có một trong những "Cánh đồng chết" (Killing Fields) đầu tiên sau khi "Campuchia Dân chủ" sụp đổ.
Vẫn còn một địa điểm chưa được khai quật trong một khu rừng có mìn ở dãy núi Dângrêk, cách Anlong Veng khoảng 6 km, người ta tin rằng đây là nơi có những hố chôn tập thể của 3.000 người đã bị Khmer Đỏ giết hại vào cuối năm 1993 và 1997. Những vụ hành quyết được thực hiện dưới thời Ta Mok lãnh đạo trong khu vực.

## Đơn vị hành chính
Đây là danh sách các làng ở huyện Anlong Veng được xếp theo xã.
| Khum (Xã)     | Phum (Làng) |
| ------------- | --- |
| Anlong Veaeng | Kaoh Thmei, Ou Chenhchien, Prolean, Yeang Khang Tbong, Thnal Kandal Kraom, Thnal Kandal Leu, Thnal Totueng, Thnal Bambaek, Thnal Kaeng, Akphivoad, Rumchek, Yeang Khang Chheung, Thnal Thmey, Rumchek Khang Kert, Ou Ta Meng, Rumchek Khang Lech |
| Trapeang Tav  | Trapeang Tav, Ta Dev, Ou Angrae, Slaeng Por, Tuol Prasat, Tuol Svay, Thmei, Tumnob, Ou SrorMor, Tuol Svay Saen Chey |
| Trapeang Prei | Tuol Kandal, Tuol Sala, Aekakpheap, Boeng, Cheung Phnum, Khleang Kandal, Prasat, Santepheap, Srah Chhuk, Tuol Tbaeng, Tumnob Leu, Tuek Chob, Tuek Chum                                                                                           |
| Thlat         | Chheu Teal Chrum, Ou Run, Svay Chek, Thlat, Tuol Kruos, Tuol Kralanh, Tuol Prich, Thmei |
| Lumtong       | Lumtong, Treas, Ou Kokir Kandal, Ou Kokir Kraom, Ou Kokir Leu, Lumtong Thmei, Sror LaoSroang, Trapaeng Thom, Chub Ta Mok, Kork Samphor, Char |

## Sự phát triển
Thông tư về Sáng kiến Khôi phục Lịch sử (tháng 12 năm 2001) của Thủ tướng Hun Sen với ý định đưa Anlong Veng để trở thành đài tưởng niệm và địa điểm du lịch trong năm 2003. Thị trấn được chính phủ coi là điểm dừng chân cho các chuyến tham quan từ Siem Reap đến các ngôi đền được Đế quốc Khmer xây dựng từ thế kỷ XI tại Đền Preah Vihear. Địa phương đã có những phát triển du lịch nhỏ bao gồm bảo tàng, khách sạn và sòng bạc.